# Вагнер, Ганс
Ганс Ва́гнер (нем. Hans Wagner; 18 сентября 1852, Виттенберг — 21 июля 1940, Франкфурт-на-Майне) — немецкий филателист, специализировавшийся на марках частных почт, инициатор введения «Немецкого филателистического дня» (1889). Считается одним из «отцов филателии» в Германии.

## Биография
Ганс Вагнер (на самом деле Йоганнес Вагнер) родился 18 сентября 1852 года в Виттенберге в семье советника окружного суда. В родном городе он учился в гимназии с 1864 по 1871 год.
В 1873 году он стал лейтенантом в гессенском полку в Майнце. Из-за болезни в 1893 году Вагнер вышел в отставку с военной службы в звании капитана.
Скончался в возрасте 87 лет 21 июля 1940 года во Франкфурте-на-Майне.

## Вклад в филателию
Ещё во время учёбы в виттенбергской гимназии, в возрасте 11 лет Ганс Вагнер стал коллекционировать почтовые марки, «заразившись» этим увлечением от своего друга. Он даже обзавёлся альбомом для марок и раздобывал почтовые марки у друзей и знакомых. Вагнеру удалось собрать почти полную коллекцию почтовых марок старых немецких государств. Всего его коллекция насчитывала около 1200 марок, так что это был уже коллекционер с размахом. Например, он приобрёл «Двойную Женеву» за 5 гутергрошей (другие недоступные сегодня для коллекционеров почтовые марки были тогда ещё недороги).
Будучи офицером, Ганс Вагнер мог уделять внимание своему хобби во время путешествий по скандинавским странам, по Швейцарии, Франции и Италии, но самым запоминающимся моментом стало совершённое им кругосветное путешествие, во время которого среди прочих стран он побывал в Китае. Впоследствии Вагнер написал о почтовой связи в этих странах.
Уже в 11 лет Вагнер считал совершенно необходимым изучение отчётов об исследованиях и чтение специализированных филателистических журналов. Поэтому он покупал и подписался на выходивший в Лейпциге журнал «Magazin für Briefmarken-Sammler» («Журнал для коллекционеров почтовых марок»). Вагнер сам написал много трудов в области филателии. В журнале «Illustriertes Briefmarken-Journal», издававшемся братьями Зенф в Лейпциге, он публиковал в период с 1887 года по 1890-е годы результаты своих исследований, например, о своём путешествии по Китаю, о частных почтах, о почтовых марках Люксембурга, об открытках болгарской полевой почты и т. п. До сих пор не потеряли своего значения его статьи о собирании почтовых марок молодёжью, о коллекционировании прежде всего для удовольствия, а не ради денег, о взаимосвязи филателии и истории и т. д.
Помимо коллекционирования и исследований, талант Вагнера особенно проявился в его организаторских способностях и в качестве «отца» объединения немецких клубов филателистов. Находясь в Майнце, он много раз участвовал, руководил и выступал на праздновании Немецких филателистических дней.

## Почётные звания и память
Ганс Вагнер являлся почётным членом немецкого, австрийского и других союзов коллекционеров.
В 1909 году в его честь в Германии была учреждена медаль Ганса Вагнера. Её вручают филателистам-организаторам и исследователям за выдающиеся заслуги в области филателии. Награждение медалью производится раз в три года, и до сих пор она является самой представительной немецкой наградой в области филателии.